# Наша ТВ
Наша ТВ или Наша Телевизија (макед. Наше Телевидение) — северомакедонский национальный телеканал, появившийся в 2008 году.

## Сетка вещания
В сетку вещания телеканала входит огромное количество просветительских и познавательских телепередач для детей и взрослых. Целью канала является расширение кругозора познаний зрителей о Северной Македонии и формирование положительного образа страны в мире.
Одной из фирменных передач канала является аналитическое ток-шоу «Алло, Скопье» (макед. Ало, Скопје), посвящённое проблемам столицы Македонии, которые обсуждаются с телезрителями в прямом эфире. На основе этой передачи были созданы аналогичные передачи в региональных отделениях канала. Самым крупным проектом телеканала стал документальный сериал «Ты, Вы — Македония» (макед. Си-Ви Маседониа) об истории страны.
Иностранные фильмы и сериалы дублируются на канале и при всём занимают очень небольшую долю эфирного времени.